# Örnboet
Örnboet är en sjö i Luleå kommun i Norrbotten och ingår i Altersundet-Luleälvens kustområde.